# Pulka
 (mars 2015).
Si vous disposez d'ouvrages ou d'articles de référence ou si vous connaissez des sites web de qualité traitant du thème abordé ici, merci de compléter l'article en donnant les références utiles à sa vérifiabilité et en les liant à la section « Notes et références ».

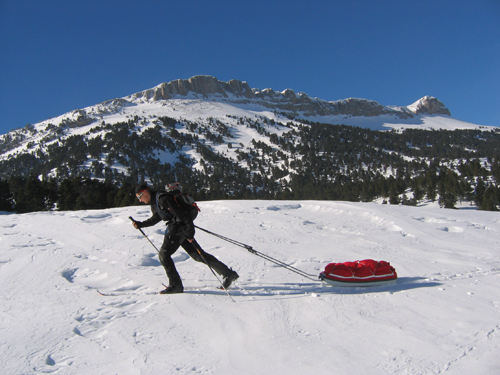
Skieur tirant une pulka.

La pulka est un traîneau utilisé pour la pratique sportive ou le transport. Elle est tirée par une personne ou un chien. Elle peut être utilisée pour porter des réserves comme une tente et des vivres, ou transporter un enfant ou d'autres personnes.
En Scandinavie, la pulka est utilisée par les familles pour tirer des enfants en bas âge.
La pulka est également le traîneau traditionnel des expéditions polaires.
Les pulkas peuvent être fabriquées dans différents matériaux : soit en composite (fibre de verre) soit en plastique (polyéthylène haute densité). Ces matériaux offrent de bons coefficients de glisse et résistent aux basses températures.

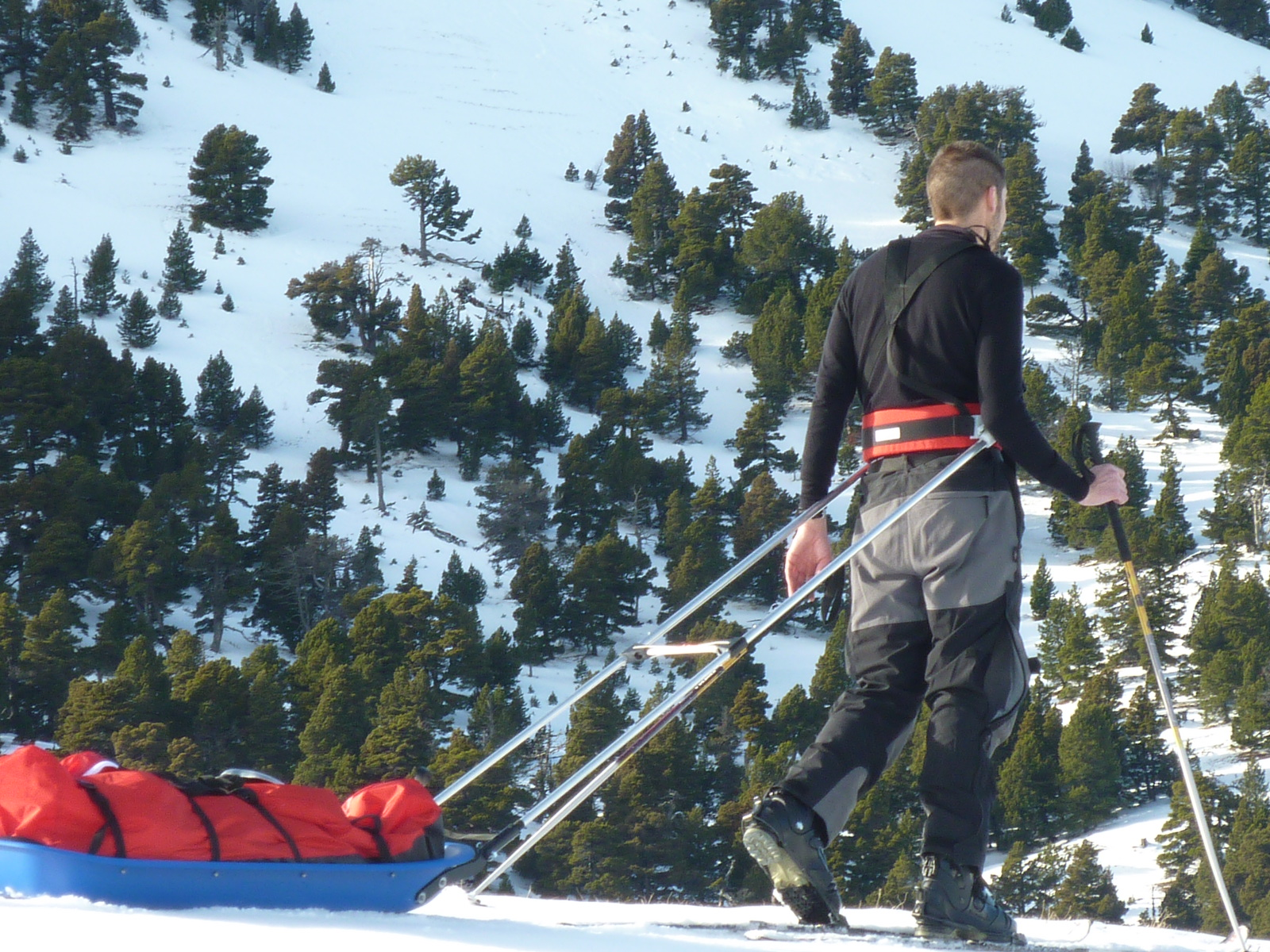
Pulka plastique tracté par un skieur de randonnée nordique